# ホセ・ビエラ・イ・クラビホ

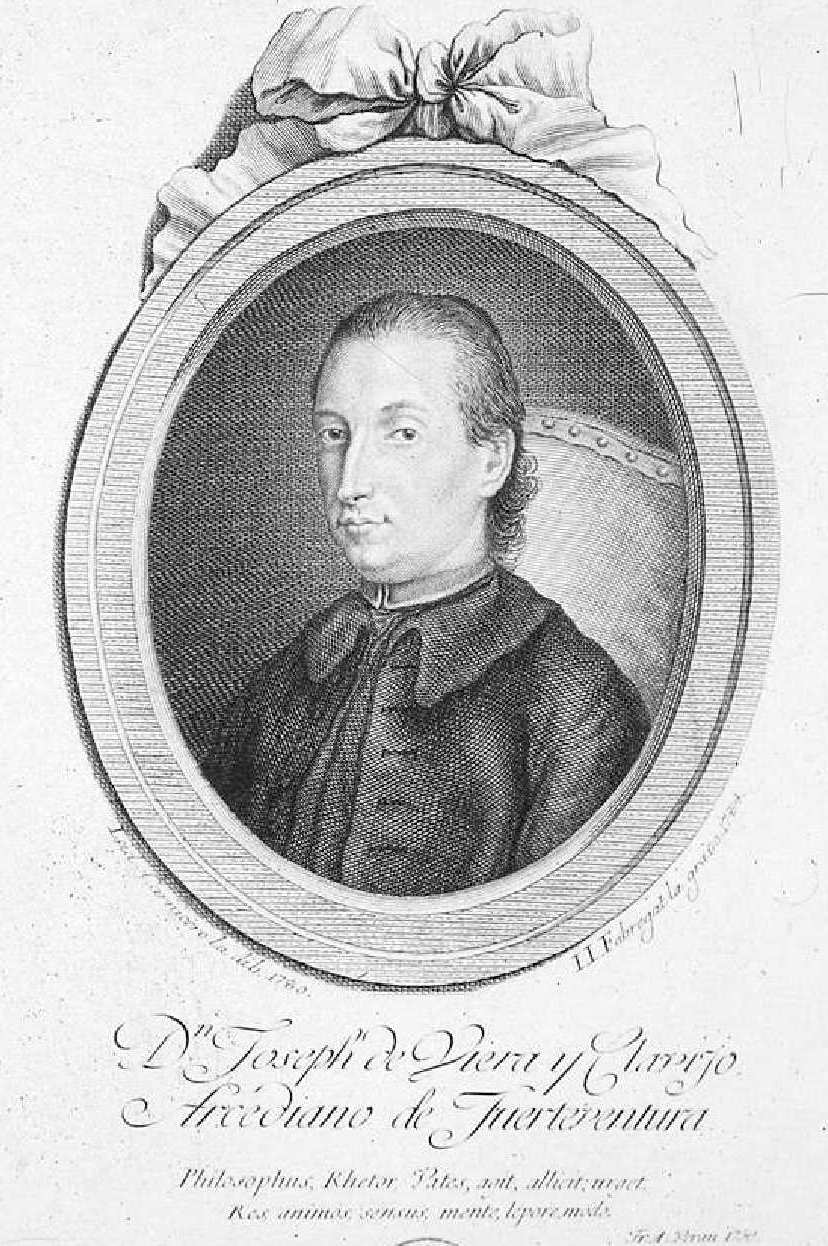
José Viera y Clavijo

ホセ・ビエラ・イ・クラビホ（José Viera y Clavijo、1731年 - 1813年2月21日）は、スペインの神父、博物学者、スペイン啓蒙時代の詩人である。植物学の分野ではカナリア諸島の植物を研究した。

## 生涯
テネリフェ島のロス・レアホレスで生まれた。ドミンゴ会の修道会で学んだ。若い頃は文学、特に詩を好んだ。啓蒙時代の合理主義の影響を受けた。
1750年にララグーナで下級聖職位に叙階し、後にラス・パルマス・デ・グラン・カナリアで上級聖職位に叙階された。
1756年に、家族とともにカナリア諸島、テネリフェ島のララグーナに移り、1757年から1770年に司祭として働いた。テネリフェ島では、侯爵、Tomás de Nava Grimónのサークルに参加し、多くの学者と知り合い、侯爵のライブラリーで各国の著作を読んだ。このサークルから、カナリア諸島での最初の新聞、"Gazette"が発行された。
1763年から 『カナリア諸島の歴史』（"Historia de Canarias"）の執筆をはじめ、第1巻は1772年に出版され、翌年第2巻が出版された。1770年にマドリードに移り、スペイン王立アカデミーの会長の娘の家庭教師となった。教え子とのラ・マンチャの田舎の散策の記録は、『1774年のマンチャへの旅』（"Viaje a la Mancha en 1774" ）として残された。
1777年に歴史アカデミーの会員に推薦され、政治家で作家のホベジャーノス（Gaspar Melchor de Jovellanos）や詩人、フアン・メレンデス・バルデス（Juan Meléndez Valdés）や有名な植物学者のアントニオ・ホセ・カヴァニレスと知り合った。
1780年からサンタクルス侯爵とともに、ヨーロッパ各地を旅し、残されたこの旅の日記にはウィーンでのモーツァルトのコンサートの記録や動物園の象にソリの記述が残されている。ローマでは多くの禁書を読む許可を得て重要な歴史書を読む機会を得た。パリには1年近く滞在し、科学の会議に参加し、化学や物理学の教育に参加し、ベルナール・フォントネル、ヴォルテール、シャルル・ド・モンテスキュー、ルソーらと知り合った。パリの経験は自然科学への関心をふたたび引き起こし、後にみずからも博物学の研究を行うことになった。
1782年に、ラス・パルマス・デ・グラン・カナリア大聖堂の助祭に任命され、1784年、マドリードからカナリア諸島に移り、終生カナリア諸島に住んだ。王立経済アカデミーの会員の仕事や教師として働き、文学や翻訳などの著述に仕事を移した。
1799年に、『カナリア諸島の自然史事典』（"Diccionario de historia natural de las islas Canarias" ）を出版し、翌年『カナリア諸島の新しい歴史』（"Noticias de la historia general de las Islas de Canaria"）を出版した。

## 著作

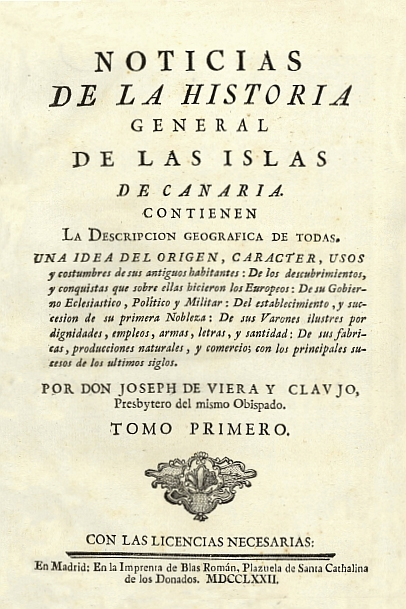
José Viera y Clavijoの著書

### 詩作品
- Al globo aerostático (Der Luftballon)
- Las cuatro partes del día (Die vier Teile des Tages)
- Las bodas de las plantas („Heirat der Pflanzen“, = Befruchtung), und andere botanische Themen
- Los aires fijos (Sechs Gesänge über die „Lüfte“, = Meteorologie)

### 散文作品
- Noticias del cielo o Astronomía para niños (子供向け自然書)
- Los Vasconautas,verfasst 1766, erstmals publiziert 1983. 『神曲』を風刺する物語詩
- Diccionario de Historia Natural
- Noticias de la Historia General de las Islas Canarias (erschienen 1772–1773).
- La vida de Santa Genoveva
- La vida del noticioso Jorge Sargo